# The First Auto
Pour plus de détails, voir Fiche technique et Distribution.
The First Auto est un film américain réalisé par Roy Del Ruth, sorti en 1927, sur le sujet de l'arrivée de l'automobile au début du XXe siècle.

## Synopsis
La transition de la traction par les chevaux vers l'automobile cause des frictions dans une famille. En 1895, le champion de course de chevaux et propriétaire d'écurie Hank Armstrong  est grandement perturbé par l'avènement de la « voiture sans chevaux » à Maple City. Il se moque d'Elmer Hays, un constructeur automobile, lorsqu'il déclare dans une conférence publique que les jours du cheval sont comptés et qu'une voiture ira un jour à 30 milles à l'heure. Cependant, les efforts d'Armstrong sont vains. Il se dispute avec ses amis lorsqu'ils commencent à acheter des automobiles et désapprouve son propre fils Bob, fou de voiture.

## Fiche technique
- Titre : The First Auto
- Réalisation : Roy Del Ruth
- Scénario : Anthony Coldeway
- Producteur : Darryl F. Zanuck
- Musique : Herman S. Heller
- Photographie : David Abel
- Montage : Martin Wall Bolger
- Durée : 75 minutes (7 bobines)[1]
- Date de sortie : 
  - États-Unis : 27 juin 1927

## Distribution
- Barney Oldfield : lui-même
- Patsy Ruth Miller : Rose Robbins
- Charles Emmett Mack : Bob Armstrong
- Russell Simpson : Hank Armstrong
- Frank Campeau : Mayor Jim Robbins
- William Demarest : Dave Doolittle
- Paul Kruger : Steve Bentley
- Gibson Gowland : the blacksmith
- E. H. Calvert : Elmer Hays, l'inventeur
- Douglas Gerrard : Banker Stebbins, l'homme le plus riche de la ville

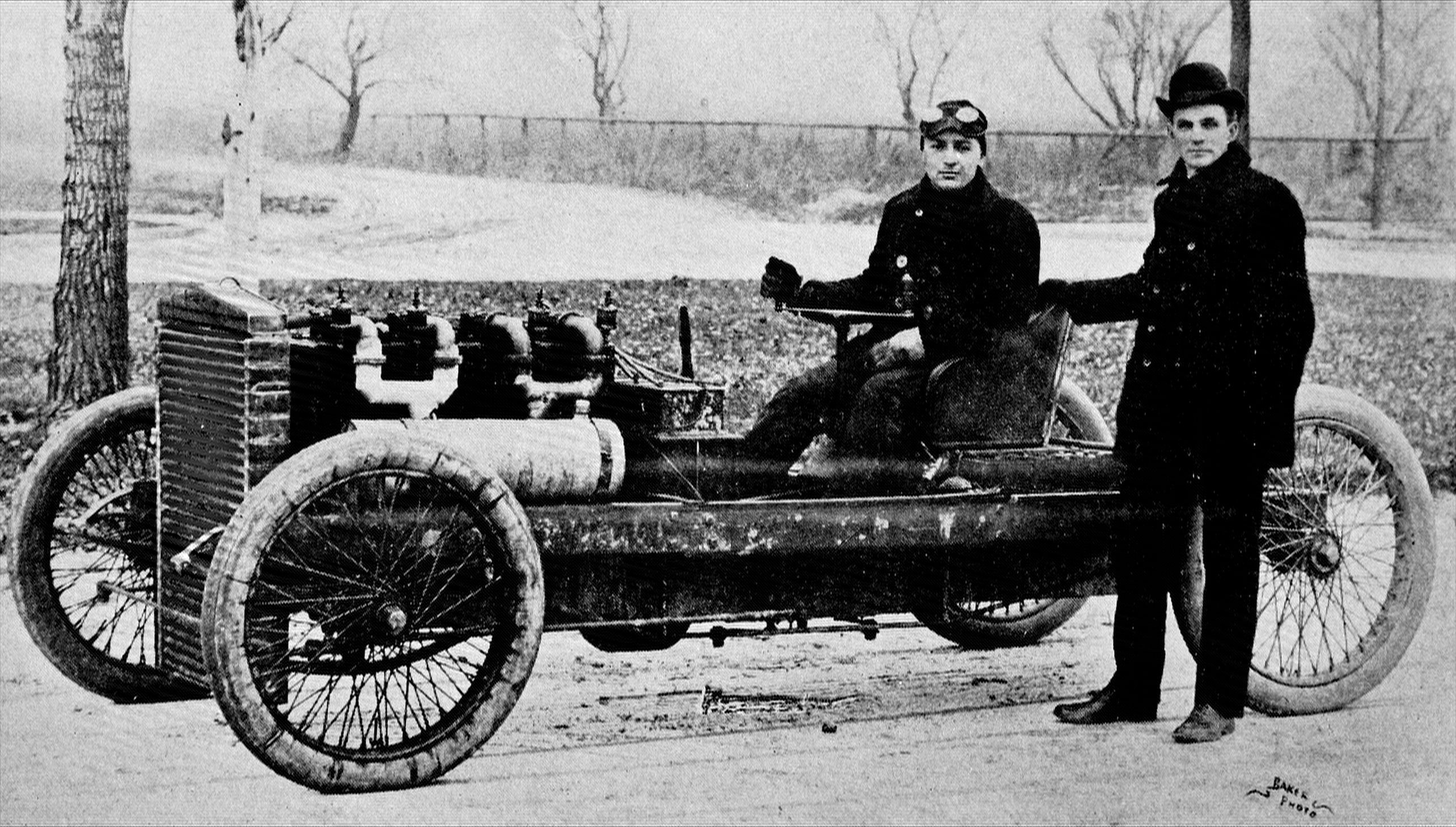
Le pilote automobile Barney Oldfield et Henry Ford en 1902

- Anders Randolf : the auctioneer
- Noah Young (non crédité)

## Réception
Mordaunt Hall, le critique du New York Times, décrit The First Auto comme « ... packed with sentiment, but it is nevertheless a good entertainment ». Il note qu'Oldfield conduit une fameuse voiture de course, la Henry Ford's 999.